# Topla, Črna na Koroškem
Topla este o localitate din comuna Črna na Koroškem, Slovenia.